# Niele Toroni
Niele Toroni (Muralto, 15 marzo 1937) è un artista svizzero.

## Biografia
Dal 1959 Toroni opera a Parigi. Nel 1967 fonda il gruppo BMPT, composto da (Daniel Buren, Olivier Mosset, Michel Parmentier) e si pone tra l'arte concettuale e del minimalismo. Niele Toroni ha esposto in Francia, Svizzera e Germania in mostre importanti come Documenta 7 a Kassel, alla Biennale di Venezia e alla Biennale di Parigi.